# Adiantum humile
Adiantum humile är en kantbräkenväxtart som beskrevs av Kze. Adiantum humile ingår i släktet Adiantum och familjen Pteridaceae. Inga underarter finns listade.